# Uitgeverij Marmer
Uitgeverij Marmer is een publieksuitgeverij die in 2009 is opgericht door Marc van Gisbergen. Het bedrijf is gevestigd in Baarn.

## Publicaties
Uitgeverij Marmer richt zich op literatuur, poëzie, thrillers, non-fictie, kinderboeken en cross-overliteratuur. De uitgeverij brengt vooral Nederlandstalige auteurs, maar in het fonds zitten ook enkele vertaalde buitenlandse auteurs. Enkele auteurs die bij Marmer boeken uitbrachten, zijn Bert van der Veer, Mariëtte Middelbeek, Duco Bauwens, Linda van Rijn, Ramon Beuk, Rita Spijker en Ad Visser.